# Manuel Francisco de Paula Cavalcanti
Manuel Francisco de Paula Cavalcanti de Albuquerque, primeiro e único barão de Muribeca, (Província de Pernambuco, 12 de outubro de 1804 — Recife, 28 de janeiro de 1894) foi advogado, político e senhor de diversos engenhos-de-açúcar brasileiro.

## Biografia
Filho de Maria Rita de Albuquerque Melo e do capitão-mor Francisco de Paula Cavalcanti de Albuquerque; era irmão de Francisco de Paula Cavalcanti de Albuquerque, visconde de Suaçuna, de Antônio Francisco de Paula Holanda Cavalcanti de Albuquerque, visconde de Albuquerque, e de Pedro Francisco de Paula Cavalcanti de Albuquerque, visconde de Camarajibe.
Formou-se em ciências jurídicas e sociais pela Universidade de Göttingen, na Alemanha, tendo antes estudado matemática na Universidade de Coimbra.
Durante o regime monárquico, militou no Partido Conservador, no qual gozava de grande influência. Por diversas vezes, exerceu o cargo de deputado à Assembleia Provincial, tendo ocupado o lugar de presidente da mesma, assim como da Câmara Municipal de Recife. Também teve assento na Assembleia Geral, em uma legislatura, na qualidade de suplente.
Recebeu a comenda da Ordem Militar de Cristo. Elevado a barão por decreto de 14 de julho de 1860, em referência à vila pernambucana homônima.
Casou-se com sua prima Maria da Conceição do Rego Barros, filha de sua tia paterna Mariana Francisca de Paula Cavalcanti de Albuquerque e de Francisco do Rego Barros, coronel do regimento de milícias da vila do Cabo de Santo Agostinho. Eram irmãos dela o Barão de Ipojuca e o Conde da Boa Vista.
Era senhor dos engenhos Muribeca, Pantorra (onde residia), Muciapé, Camorim, Curado, Brum e São João. Neste último, localizado na freguesia da Várzea, em Recife, veio a falecer na avançada idade de 89 anos, já viúvo de Conceição, que falecera em 27 de setembro de 1887, aos 90 anos. Ambos foram sepultados no Cemitério de Santo Amaro. Como não teve filhos, deixou todos os seus bens a seu sobrinho Francisco do Rego Barros de Lacerda.